# Theogenes (Tyrann)
Theogenes war ein Politiker des späten 5. Jahrhunderts v. Chr. aus Athen.
425 v. Chr. wurde Theogenes zusammen mit Kleon ausgeschickt, um die Lage in Pylos zu untersuchen. 421 v. Chr. gehörte er zu den Athenern, die einen Eid auf den Nikiasfrieden und die athenisch-spartanische symmachía (Bündnis) leisteten. Zu dieser Zeit war er häufig Ziel des Spottes der attischen Komödie. 404/403 v. Chr. war Theogenes einer der dreißig Tyrannen, die Athen beherrschten.